# Kisbábony
Kisbábony (Băbești), település Romániában, a Partiumban, Szatmár megyében.

## Fekvése
Halmitól keletre fekvő település.

## Története
Kisbábony Árpád-kori település. Nevét már 1261-ben említette oklevél p.Babun néven.
1808-ban Babony, Babinec, 1913-ban Kisbábony néven írták.
1910-ben 565 lakosából 553 magyar, 10 román volt. Ebből 51 római katolikus, 35 görögkatolikus, 462 református volt.
A trianoni békeszerződés előtt Ugocsa vármegye Tiszántúli járásához tartozott.

## Nevezetességek
- Református temploma – 1875-ben épült, barokk stílusban.